# الثليث (فرع العدين)

تعديل مصدري - تعديل

الثليث محلة تابعة لقرية القرين، التابعة لعزلة الوزيرة بمديرية فرع العدين إحدى مديريات محافظة إب في الجمهورية اليمنية، بلغ تعداد سكانها 89 حسب تعداد اليمن لعام 2004.